# Джоинчевич, Чедомир
Чедомир Джоинчевич (серб. Чедомир Ђоинчевић; род. 5 мая 1961, Белград) — сербский футболист и тренер. Выступал на позиции защитника.

## Карьера
Родился в Белграде. Карьеру начал в клубе «Црвенка», затем играл за «Рад». В 1990 году в 29-летнем возрасте Джоинчевич перешёл в португальский клуб «Салгейруш».
В сезоне 1990/91 «Салгейруш» выступал в чемпионате Португалии, выйдя туда из второго дивизиона. В нём команда заняла пятое место, а Джоинчевич впервые в истории Португалии вышел во всех 36 матчах сезона в стартовом составе. Такой высокий результат дал «Салгейрушу» путёвку в квалификацию Кубка УЕФА. Следующий сезон защитник начал в своём бывшем клубе — «Рад», но, не сумев закрепиться в составе, вернулся в «Салгейруш», где играл до 1994 года, пока не завершил карьеру.
Несмотря на то, что после игровой карьеры он был экономистом, Джоинчевич впоследствии стал тренером. В 1999 году, будучи наставником «Рада», он был признан газетой «Политика» лучшим тренером Первой лиги Сербии. Затем работал в «Войводине» и «Земуне».
В 2005 году Джоинчевич стал тренером «Железника» и в том же сезоне выиграл Кубок Сербии и Черногории — единственный на данный момент трофей клуба за всю историю. Начало сезона 2005/06 работал в «Бежании». В октябре 2008 года Джоинчевич был приглашён на пост наставника боснийского клуба «Лакташи».
1 ноября 2013 года весь директорат ФК «Рад» подал в отставку, и Джоинчевич был назначен на должность временного генерального менеджера, а затем был переведён на пост спортивного директора. 24 марта 2014 года он подал в отставку.

## Личная жизнь
Женат, имеет двух дочерей.

## Достижения

### Тренерские
«Железник»
- Кубок Сербии и Черногории: 2004/05[1]